# Сулейман Абу-Лайла-паша
Сулейман Абу-Лайла-паша (*араб. سليمان باشا أبو ليلة, осман. سليمان پاشا أبو ليلا, груз. სულეიმან აბუ ლაილი; бл. 1694 — 1762) — 3-й правитель Мамлюцького Ірака в 1747—1762 роках.

## Життєпис
Походив з Мігрелії або Кахетії. У віці 12 років схоплений та проданий у рабство. Опинився в Багдаді, де став мамлюком (клюлеменом) Гасан-паші. Згодом отримав свободу, виявив неабиякі військові та адміністративні здібності у війні з Персією в 1823—1825 роках. Оженився на Аділі-хатун, доньці Ахмад-паши, який на той час став правителем Багдаду і Басри. 1733 року призначається мірміраном (головнокомандувачем) під час нової війни з Персією.
У 1740-х роках призначений кяґ'єю (на кшталт заступника паші) й намісником басри. Брав участь у війні з Персією 1743—1746 років. 1746 року отримує посаду валі еялету Адана. 1747 року переходить намісником еялету басра. Того ж року після смерті тестя виступив на Багдад. Туди османський султан Махмуд I відправив нового пашу. На бік Сулейман перейшли мамлюки та більшість міського населення. Після артилерійського обстрілу міста і 3-денних боїв османські загони залишили Багдад. В результаті війни 1747—1748 років змінилося ще 2 паші, призначених султаном. Але Сулейман зумів затвердитися в Багдаді і Шаразорі. 1749 року Махмуд I мусив визнати цю ситуацію, офіційно затвердивши Сулеймана Абу-Лайла очільником Багдадського, Басорського і Шаразорського еялетів. Фактично він став незалежним правителем, номінально визнаючи султанську владу.
Загалом продовжив політику попередників, розширивши навчальні школи для хлопчиків-невільників, основу яких тепер складали грузини. Багато уваги приділяв розвитку торгівлі, розбудові ремісничих майстерень та розвитку міст. Водночас приборкав заворушення серед арабів (насамперед клан мунтафік) і курдів, що намагалися здобути самостійність. Водночас завдяки хабарям зумів привернути на свій бік султанську адміністрацію. Особливо поліпшилися відносини із Стамбулом, коли великим візиром став друг Сулейма Абу-Лайли — Коджа-Мехмед Рагип-паша.
Помер 1762 року. Після смерті почалася боротьба за владу, в якій переміг шварг померлого Омар-паша.